# Ferrari 126C
De Ferrari 126C is een Formule 1-auto die Scuderia Ferrari gebruikte in 1981, 1982, 1983 en 1984 als opvolger van de succesvolle Ferrari 312T. Het was de eerste, door Ferrari ontworpen Formule 1-auto die met turbolader.
Met de wagen won Ferrari tweemaal het constructeurskampioenschap en 10 grands prix.

## Resultaten
| Resultaat                     |
| ----------------------------- |
| Winnaar                       |
| Tweede plaats                 |
| Derde plaats                  |
| Gefinisht (punten)            |
| Gefinisht (geen punten)       |
| Niet geklasseerd (NC)         |
| Uitgevallen (DNF)             |
| Niet gekwalificeerd (DNQ)     |
| Gediskwalificeerd (DSQ)       |
| Niet gestart (DNS)            |
| Gewond (INJ)                  |
| Uitgesloten (EX)              |
| Teruggetrokken (WD)           |
| Niet deelgenomen (blanco cel) |
| vetgedrukt (pole position)    |
| cursief (snelste ronde)       |

| Jaar | Chassis                      | Motor          | Banden | Coureurs          | 1   | 2   | 3   | 4   | 5   | 6   | 7   | 8   | 9   | 10  | 11  | 12  | 13  | 14  | 15  | 16  | Punten | WK-plaats |
| ---- | ---------------------------- | -------------- | ------ | ----------------- | --- | --- | --- | --- | --- | --- | --- | --- | --- | --- | --- | --- | --- | --- | --- | --- | ------ | --------- |
| 1981 | Ferrari 126CK                | Ferrari V6 (t) | M      |                   | USW | BRA | ARG | SMR | BEL | MON | SPA | FRA | GBR | DUI | OOS | NED | ITA | CAN | LVE |     | 34     | 5e        |
| 1981 | Ferrari 126CK                | Ferrari V6 (t) | M      | Gilles Villeneuve | DNF | DNF | DNF | 7   | 4   | 1   | 1   | DNF | DNF | 10  | DNF | DNF | DNF | 3   | DSQ |     | 34     | 5e        |
| 1981 | Ferrari 126CK                | Ferrari V6 (t) | M      | Didier Pironi     | DNF | DNF | DNF | 5   | 8   | 4   | 15  | 5   | DNF | DNF | 9   | DNF | 5   | DNF | 9   |     | 34     | 5e        |
| 1982 | Ferrari 126C2                | Ferrari V6 (t) | G      |                   | ZAF | BRA | USW | SMR | BEL | MON | DET | CAN | NED | GBR | FRA | DUI | OOS | ZWI | ITA | LVE | 74     | Goud      |
| 1982 | Ferrari 126C2                | Ferrari V6 (t) | G      | Gilles Villeneuve | DNF | DNF | DSQ | 2   | DNS |     |     |     |     |     |     |     |     |     |     |     | 74     | Goud      |
| 1982 | Ferrari 126C2                | Ferrari V6 (t) | G      | Didier Pironi     | 18  | 6   | DNF | 1   | DNS | 2   | 3   | 9   | 1   | 2   | 3   | DNS |     |     |     |     | 74     | Goud      |
| 1982 | Ferrari 126C2                | Ferrari V6 (t) | G      | Patrick Tambay    |     |     |     |     |     |     |     |     | 8   | 3   | 4   | 1   | 4   | DNS | 2   | DNS | 74     | Goud      |
| 1982 | Ferrari 126C2                | Ferrari V6 (t) | G      | Mario Andretti    |     |     |     |     |     |     |     |     |     |     |     |     |     |     | 3   | DNF | 74     | Goud      |
| 1983 | Ferrari 126C2B Ferrari 126C3 | Ferrari V6 (t) | G      |                   | BRA | USW | FRA | SMR | MON | BEL | DET | CAN | GBR | DUI | OOS | NED | ITA | EUR | ZAF |     | 89     | Goud      |
| 1983 | Ferrari 126C2B Ferrari 126C3 | Ferrari V6 (t) | G      | Patrick Tambay    | 5   | DNF | 4   | 1   | 4   | 2   | DNF | 3   | 3   | DNF | DNF | 2   | 4   | DNF | DNF |     | 89     | Goud      |
| 1983 | Ferrari 126C2B Ferrari 126C3 | Ferrari V6 (t) | G      | René Arnoux       | 10  | 3   | 7   | 3   | DNF | DNF | DNF | 1   | 5   | 1   | 2   | 1   | 2   | 9   | DNF |     | 89     | Goud      |
| 1984 | Ferrari 126C4                | Ferrari V6 (t) | G      |                   | BRA | ZAF | BEL | SMR | FRA | MON | CAN | DET | USA | GBR | DUI | OOS | NED | ITA | EUR | POR | 57.5   | Zilver    |
| 1984 | Ferrari 126C4                | Ferrari V6 (t) | G      | René Arnoux       | DNF | DNF | 3   | 2   | 4   | 3   | 5   | DNF | 2   | 6   | 6   | 7   | 11  | DNF | 5   | 9   | 57.5   | Zilver    |
| 1984 | Ferrari 126C4                | Ferrari V6 (t) | G      | Michele Alboreto  | DNF | 11  | 1   | DNF | DNF | 6   | DNF | DNF | DNF | 5   | DNF | 3   | DNF | 2   | 2   | 4   | 57.5   | Zilver    |
| Jaar | Chassis                      | Motor          | Banden | Coureurs          | 1   | 2   | 3   | 4   | 5   | 6   | 7   | 8   | 9   | 10  | 11  | 12  | 13  | 14  | 15  | 16  | Punten | WK-plaats |

### Eindstand coureurskampioenschap

#### 1981
- Gilles Villeneuve: 7e (25pnt)
- Didier Pironi: 13e (9pnt)

#### 1982
- Didier Pironi: 2e (39pnt)
- Patrick Tambay: 7e (25pnt)
- Gilles Villeneuve: 15e (6pnt)
- Mario Andretti: 19e (4pnt)

#### 1983
- René Arnoux: 3e (49pnt)
- Patrick Tambay: 4e (40pnt)

#### 1984
- Michele Alboreto: 4e (30,5pnt)
- René Arnoux: 6e (27pnt)